# Hạ Lâm Mậu
Hạ Lâm Mậu (tiếng Trung giản thể: 夏林茂, bính âm Hán ngữ: Xià Línmào, sinh tháng 5 năm 1970, người Hán) là chính trị gia nước Cộng hòa Nhân dân Trung Hoa. Ông là Ủy viên dự khuyết Ủy ban Trung ương Đảng Cộng sản Trung Quốc khóa XX, hiện là Thường vụ Thành ủy, Bí thư Ủy ban Giáo dục Thành ủy Bắc Kinh. Ông từng là Bí thư Quận ủy của 2 quận thủ đô là quận nội thành Đông Thành và quận ngoại thành Mật Vân.
Hạ Lâm Mậu là đảng viên Đảng Cộng sản Trung Quốc, học vị Kỹ sư Thủy lợi, Tiến sĩ Kỹ thuật, chức danh Cao cấp công trình sư. Ông có nhiều năm công tác trong lĩnh vực quy hoạch đô thị trước khi bước vào giai đoạn lãnh đạo địa phương.

## Xuất thân và giáo dục
Hạ Lâm Mậu sinh vào tháng 5 năm 1970 tại huyện Kiến Hồ, nay thuộc địa cấp thị Diêm Thành, tỉnh Giang Tô, Cộng hòa Nhân dân Trung Hoa. Ông lớn lên và tốt nghiệp cao trung ở Kiến Hồ, thi cao khảo vào năm 1988 và đỗ Đại học Thanh Hoa, lên thủ đô nhập học hệ thủy lợi từ tháng 9 cùng năm và tốt nghiệp kỹ sư thủy lợi vào tháng 7 năm 1993. Những năm 2000, ông tham gia chương trình nghiên cứu sinh tại chức ở hệ kỹ thuật xây dựng dân dụng về khoa học kỹ thuật kiến trúc của Đại học Thanh Hoa, nhận bằng Thạc sĩ Kỹ thuật, rồi tiếp tục là nghiên cứu sinh sau đại học ở Trường Kiến trúc của Thanh Hoa và trở thành Tiến sĩ Kỹ thuật. Hạ Lâm Mậu được kết nạp Đảng Cộng sản Trung Quốc vào tháng 11 năm 1997.

## Sự nghiệp
Tháng 7 năm 1993, sau khi tốt nghiệp Bắc Đại, Hạ Lâm Mậu được phân về Thiểm Tây, tới Bảo Kê làm cán bộ của Nhà máy Ống thép dầu khí, một xí nghiệp nhà nước địa phương ở đây. Được một thời gian thì ông trở lại Bắc Kinh, công tác ở hệ thống quy hoạch thành thị thủ đô, bắt đầu là khoa viên của Cục Quản lý quy hoạch thành thị Bắc Kinh, rồi tiếp tục được chuyển sang Ủy ban Quy hoạch Bắc Kinh. Ngạch công vụ viên của ông dần là phó chủ nhiệm, chủ nhiệm khoa viên, nhậm chức Phó Trưởng phòng Quy hoạch chi tiết của cục, phụ trách thường vụ. Những năm 2000, ông được phân về chi nhánh của cục ở quận Phòng Sơn, nhậm chức Bí thư Đảng tổ, Phó Cục trưởng, rồi tham gia phụ trách thường vụ, và sau đó lần lượt là Cục trưởng Phân Cục Quy hoạch của 2 quận gồm Phòng Sơn và Triều Dương. Đến năm 2008, khi Bắc Kinh công khai tuyển chọn cán bộ lãnh đạo, Hạ Lâm Mậu được bổ nhiệm làm Phó Chủ nhiệm Ủy ban Quy hoạch Bắc Kinh, và cũng là Văn phòng Ủy ban Kiến thiết quy hoạch thủ đô. Sau đó 2 năm, ông được chuyển chức làm Phó Chủ nhiệm Sảnh Văn phòng Thành ủy Bắc Kinh kiêm Chủ nhiệm Văn phòng Giám đốc kiểm tra thành phố.
Tháng 2 năm 2011, Hạ Lâm Mậu được điều tới quận Thạch Cảnh Sơn, nhậm chức Phó Bí thư Quận ủy, Quận trưởng chính thức từ ngày 24 tháng 12 cùng năm. Ở quận này 6 năm thì ông được điều sang quận ngoại thành Mật Vân làm Bí thư Quận ủy, miễn nhiệm vị trí ở Thạch Cảnh Sơn từ ngày 26 tháng 5 năm 2017. Đầu năm 2018, ông ứng cử và trúng cử là đại biểu Đại hội Đại biểu Nhân dân toàn quốc khóa XIII nhiệm kỳ 2018–23. Đến tháng 1 năm 2019, ông được điều về quận nội thành Đông Thành làm Bí thư Quận ủy. Vào ngày 11 tháng 2 năm 2021, ông được bầu vào Ủy ban Thường vụ Thành ủy, thăng cấp phó tỉnh, được phân công làm Bí thư Ủy ban Giáo dục Thành ủy Bắc Kinh. Cuối năm 2022, ông là đại biểu của đoàn Bắc Kinh dự Đại hội Đảng Cộng sản Trung Quốc lần thứ XX. Trong quá trình bầu cử tại đại hội, ông được bầu là Ủy viên dự khuyết Ủy ban Trung ương Đảng Cộng sản Trung Quốc khóa XX.